# Blærerod
Blærerod (Utricularia) er en planteslægt, der omfatter omkring 180 arter. Fem arter findes vildtvoksende i Danmark.

## Arter
De danke arter i slægten Blærerod:
- Almindelig blærerod (Utricularia vulgaris)
- Slank blærerod (Utricularia australis)
- Storlæbet blærerod (Utricularia intermedia)
- Kortsporet blærerod (Utricularia ochroleuca)
- Liden blærerod (Utricularia minor)